# Тель-Хай
Тель-Хай (ивр. תל חי‎ — «живой холм») — посёлок в Верхней Галилее, на севере Израиля, близ границы с Ливаном, недалеко от Кирьят-Шмоны. В поселке находятся общежитие для молодежи, академический колледж, музей фотографии, автомобильный музей. Тель-Хай известен благодаря сражению, которое состоялось в его окрестностях в 1920 году, и которое стало символом борьбы еврейских поселенцев.

## Основание
В 1893 году барон Ротшильд купил у Джебур-бея землю, на которой будет основан Тель-Хай — всего 13000 дунамов (около 1195 га). Большая часть этой земли отошла к поселению Метула — сегодня крупный комплекс зимнего отдыха в Израиле; в Метуле оборудован ледяной каток. Более 2000 дунам оставались неэксплуатируемыми. На них шестью пионерами-поселенцами в 1905 году и был основан Тель-Хай. Вскоре они, под руководством Михаэля Папо, начали эксперименты по выращиванию хлопка.

## Падение
После поражения Турции в Первой мировой войне земля, на которой располагался Тель-Хай, вместе с Сирией и Ливаном в целом, перешла в руки Франции (последняя получила мандат от Лиги Наций). В 1920 году началось вооружённое сопротивление арабов французским властям. Нападению также подвергались еврейские поселения. Население Тель-Хая было малочисленным — всего 20 человек. Вскоре в Тель-Хай прибыло подкрепление, состоявшее из добровольцев под предводительством Иосифа Трумпельдора.
1 марта 1920 года Камиль Афенди с большим отрядом вошёл в Тель-Хай под предлогом проверки — присутствуют ли в поселении французские силы. Афенди со своими людьми поднялся на второй этаж административного здания, вошёл в помещение, и его люди открыли огонь по находившемся там людям. Это послужило сигналом к атаке на Тель-Хай — в окрестностях находилось ещё множество вооружённых арабов. В бою погибло восемь поселенцев, в том числе и Трумпельдор. В этот день поселения Тель-Хай и Кфар-Гилади перестали существовать — их жители перебрались в Айелет-Хашахар на территорию британского мандата.

## Восстановление
Французские войска подавили восстание. В октябре еврейские поселенцы вернулись в Тель-Хай и другие поселения на территории французского мандата. В декабре этот регион «Галилейский палец» — перешёл к Британии.
В 1950 году в двух километрах южнее уничтоженного поселения был основан город Кирьят-Шмона, названный в честь погибших поселенцев (ивр. — «посёлок восьмерых»).

## Мемориал
На территории Тель-Хая находится мемориал погибших защитников. На возвышенности близ него стоит памятник Иосифу Трумпельдору. Это каменный лев, с высеченными на постаменте словами: «Хорошо умереть за нашу страну!» (ивр. טוב למות בעד ארצנו‎). Это были последние слова Трумпельдора.